# مالكا (موسيقي)
فرق موسيقية

ليونيل مالكا (Lionel Malca) ويشتهر باسمه الفني مالكا (LD Malca) هو موسيقي مغربي فرنسي يختص بموسيقى الإليكترو المندمج.  يتأثر بأساليب موسيقى الأميركيين الأفارقة والراي الجزائري والشعبي المغربي.

## سيرة
ولد في مدينة باريس الفرنسية وتربى في مدينة الدار البيضاء المغربية.

## أسطوانات

### كازابلانكا جنكل - تشغيل ممتد
نشرت شركة أسطوانات جيلي روبوتس ألبومكازابلانكا جنكل - تشغيل ممتد يوم 17 نوفمبر 2017. سجل فيديو الموسيقى المصورة لمسار كازابلانكا جنكل في مدينة الدار البيضاء.
1. كازابلانكا جنكل (نسخة ممتدة)
2. شلوم
3. يا ليلي
4. وام
5. أيم نوت ا لاجند